# Saint-Saturnin (Cantal)
Pour les articles homonymes, voir Saint-Saturnin.
Saint-Saturnin (Sant Sadornin en occitan) est une commune française située dans le département du Cantal, en région Auvergne-Rhône-Alpes.

## Géographie
La Santoire et son affluent le Lemmet traversent le territoire communal.

### Climat
Pour des articles plus généraux, voir Climat d'Auvergne-Rhône-Alpes et Climat du Cantal.
En 2010, le climat de la commune est de type climat de montagne, selon une étude du CNRS s'appuyant sur une série de données couvrant la période 1971-2000. En 2020, Météo-France publie une typologie des climats de la France métropolitaine dans laquelle la commune est exposée à un climat de montagne ou de marges de montagne et est dans la région climatique  Ouest et nord-ouest du Massif Central, caractérisée par une pluviométrie annuelle de 900 à 1 500 mm, maximale en automne et en hiver. 
Pour la période 1971-2000, la température annuelle moyenne est de 7,9 °C, avec une amplitude thermique annuelle de 15 °C. Le cumul annuel moyen de précipitations est de 1 189 mm, avec 12,3 jours de précipitations en janvier et 8,5 jours en juillet. Pour la période 1991-2020, la température moyenne annuelle observée sur la station météorologique de Météo-France la plus proche, sur la commune de Marcenat à 6 km à vol d'oiseau, est de 7,7 °C et le cumul annuel moyen de précipitations est de 1 174,5 mm,. Pour l'avenir, les paramètres climatiques de la commune estimés pour 2050 selon différents scénarios d'émission de gaz à effet de serre sont consultables sur un site dédié publié par Météo-France en novembre 2022.

## Urbanisme

### Typologie
Au 1er janvier 2024, Saint-Saturnin est catégorisée commune rurale à habitat très dispersé, selon la nouvelle grille communale de densité à 7 niveaux définie par l'Insee en 2022.
Elle est située hors unité urbaine et hors attraction des villes,.

### Habitat et logement
En 2018, le nombre total de logements dans la commune était de 230, alors qu'il était de 229 en 2013 et de 234 en 2008.
Parmi ces logements, 42,1 % étaient des résidences principales, 35,7 % des résidences secondaires et 22,2 % des logements vacants. Ces logements étaient pour 97,4 % d'entre eux des maisons individuelles et pour 2,2 % des appartements.
Le tableau ci-dessous présente la typologie des logements à Saint-Saturnin en 2018 en comparaison avec celle du Cantal et de la France entière. Une caractéristique marquante du parc de logements est ainsi une proportion de résidences secondaires et logements occasionnels (35,7 %) supérieure à celle du département (20,4 %) et à celle de la France entière (9,7 %). Concernant le statut d'occupation de ces logements, 73,2 % des habitants de la commune sont propriétaires de leur logement (70,1 % en 2013), contre 70,4 % pour le Cantal et 57,5 pour la France entière.
| Typologie                                               | Saint-Saturnin | Cantal | France entière |
| ------------------------------------------------------- | -------------- | ------ | -------------- |
| Résidences principales (en %)                           | 42,1           | 67,7   | 82,1           |
| Résidences secondaires et logements occasionnels (en %) | 35,7           | 20,4   | 9,7            |
| Logements vacants (en %)                                | 22,2           | 11,9   | 8,2            |

## Histoire
Avant 1789, Saint-Saturnin était le siège d'une justice seigneuriale ressortissant à la sénéchaussée d'Auvergne.

## Politique et administration

### Liste des maires
| Période                                  | Période  | Identité                              | Étiquette | Qualité  |
| ---------------------------------------- | -------- | ------------------------------------- | --------- | -------- |
| Les données manquantes sont à compléter. |          |                                       |           |          |
| avant 1840                               |          | Balthazar de La Vaissière de Lavergne |           |          |
| 1971                                     | 2008     | Lucien Cornet                         |           |          |
| 2008                                     | 2020     | Erik Frosio                           | DVD       | Retraité |
| 2020                                     | En cours | Claire Andrieux                       |           |          |

### Distinctions culturelles
Saint-Saturnin fait partie des communes ayant reçu l'étoile verte espérantiste, distinction remise aux maires de communes recensant des locuteurs de la langue construite espéranto.

## Population et société

### Démographie
L'évolution du nombre d'habitants est connue à travers les recensements de la population effectués dans la commune depuis 1793. Pour les communes de moins de 10 000 habitants, une enquête de recensement portant sur toute la population est réalisée tous les cinq ans, les populations de référence des années intermédiaires étant quant à elles estimées par interpolation ou extrapolation. Pour la commune, le premier recensement exhaustif entrant dans le cadre du nouveau dispositif a été réalisé en 2007.

En 2022, la commune comptait 191 habitants, en évolution de −7,28 % par rapport à 2016 (Cantal : −1,08 %, France hors Mayotte : +2,11 %).
| 1793  | 1800  | 1806  | 1821  | 1831  | 1836  | 1841  | 1846  | 1851  |
| ----- | ----- | ----- | ----- | ----- | ----- | ----- | ----- | ----- |
| 1 321 | 1 206 | 1 303 | 1 363 | 1 271 | 1 317 | 1 257 | 1 283 | 1 412 |

| 1856  | 1861  | 1866  | 1872  | 1876  | 1881  | 1886  | 1891  | 1896  |
| ----- | ----- | ----- | ----- | ----- | ----- | ----- | ----- | ----- |
| 1 307 | 1 295 | 1 256 | 1 305 | 1 220 | 1 218 | 1 213 | 1 232 | 1 202 |

| 1901  | 1906  | 1911  | 1921 | 1926 | 1931  | 1936  | 1946 | 1954 |
| ----- | ----- | ----- | ---- | ---- | ----- | ----- | ---- | ---- |
| 1 263 | 1 352 | 1 103 | 965  | 951  | 1 031 | 1 011 | 901  | 797  |

| 1962 | 1968 | 1975 | 1982 | 1990 | 1999 | 2006 | 2007 | 2012 |
| ---- | ---- | ---- | ---- | ---- | ---- | ---- | ---- | ---- |
| 706  | 621  | 557  | 427  | 320  | 248  | 229  | 226  | 210  |

| 2017 | 2022 | - | - | - | - | - | - | - |
| ---- | ---- | - | - | - | - | - | - | - |
| 205  | 191  | - | - | - | - | - | - | - |

## Culture locale et patrimoine

### Lieux et monuments

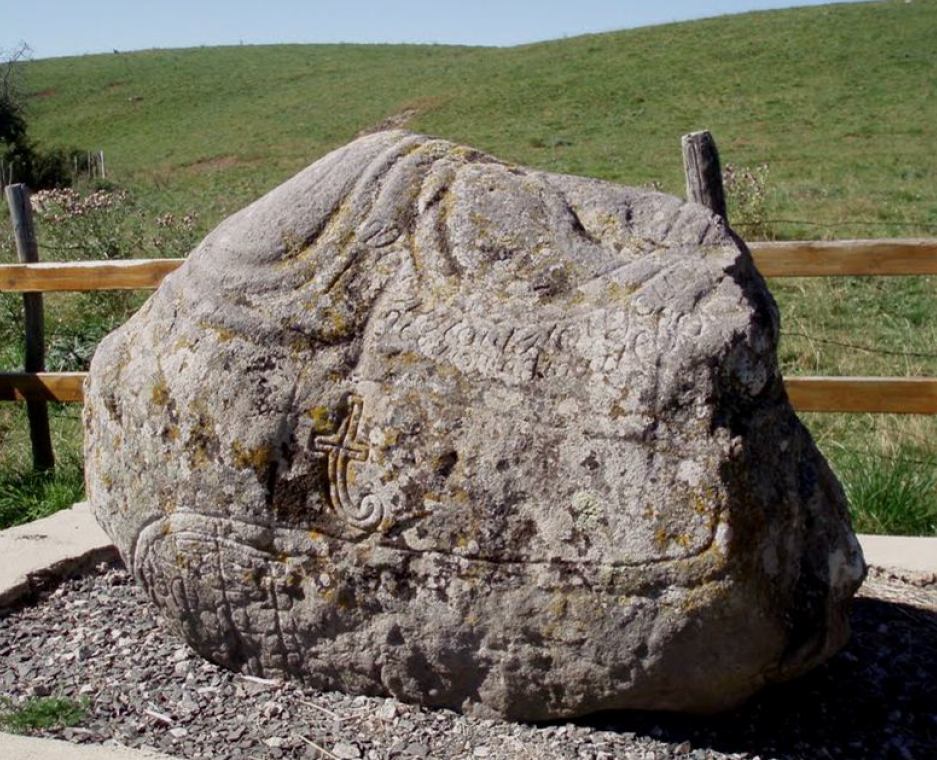
La Pierre gravée de Belvezin

- Saint-Saturnin abrite sur sa commune les vestiges de la grange de Graule, grange cistercienne dépendant de l'abbaye d'Aubazine en Corrèze.
- L'église Saint-Saturnin, du XIIe siècle, puis agrandie au XVe siècle et au XIXe siècle a été inscrite monument historique le 4 décembre 1968[14].
- Le château de Peyrelade est un château fort construit au XIIe siècle et inscrit monument historique le 16 septembre 1949[15].
- Le château de Combes est un manoir du XVIe siècle inscrit monument historique le 16 septembre 1949[16].
- Le siège de l'Observatoire d'Astrophysique Cézallier Cantal[17] (O.A.C.C) se trouve à Saint-Saturnin.
- La Pierre gravée de Belvezin

### Personnalités liées à la commune
- Marie-Hélène Lafon, écrivain, a vécu son enfance dans une ferme isolée du village. Elle situe la majeure partie de son œuvre romanesque dans sa région natale (Les derniers indiens, Les pays, L'annonce, Joseph).